# Joker +
Joker+ est un jeu de loterie de la Française des jeux lancé à partir du 26 mars 1995. Lancé initialement sous le nom Loto 7, ce jeu consiste à choisir une combinaison de 7 chiffres, et si cette combinaison correspond à celle du joueur, il peut gagner jusqu'à 500 000 euros.
Depuis mars 2020, il n'est plus possible de jouer à Joker+ seul. En effet, il doit être impérativement associé au Loto ou au Keno, et uniquement en système flash.
Depuis le vendredi 20 mars 2020, le tirage se fait par voie électronique, sous le contrôle d'un huissier de justice.

Logo de Joker+ depuis 2012

## Historique

### Le Loto 7
Le 26 mars 1995, la FDJ introduit un nouveau jeu, le Loto 7, un jeu additionnel au Loto, où pour 7 FRF, le joueur obtient un numéro à 7 chiffres choisis aléatoirement par le terminal de la FDJ. Lors du tirage effectué après le second tirage du Loto, le joueur peut prétendre à un gain s'il remplit une de ces conditions :
| Si le joueur a dans l'ordre | Gain          |
| --------------------------- | ------------- |
| Les 7 chiffres              | 7 777 777 FRF |
| Les 6 derniers chiffres     | 177 777 FRF   |
| Les 5 derniers chiffres     | 17 777 FRF    |
| Les 4 derniers chiffres     | 1 777 FRF     |
| Les 3 derniers chiffres     | 177 FRF       |
| Les 2 derniers chiffres     | 77 FRF        |
| Le dernier chiffre          | 17 FRF        |
| Aucun chiffre               | 0 FRF         |

Ce jeu Loto 7 a été arrêté le 15 juin 1996. La machine utilisée pour le tirage était cette Perle de chez WinTV.

### Création du Joker
Le 18 octobre 1999, la FDJ relance, un jeu du même type, Joker, c'est toujours un jeu additionnel au Loto, où pour 5 FRF, le joueur doit toujours trouver soit les 7 chiffres pour pouvoir remporter jusqu'à 1 000 000 FRF. La machine utilisée pour le tirage était une Topaze7 de chez WinTV. Le tableau des gains est donc modifiée :
| Si le joueur a dans l'ordre | Gain          |
| --------------------------- | ------------- |
| Les 7 chiffres              | 1 000 000 FRF |
| Les 6 derniers chiffres     | 250 000 FRF   |
| Les 5 derniers chiffres     | 25 000 FRF    |
| Les 4 derniers chiffres     | 5 000 FRF     |
| Les 3 derniers chiffres     | 500 FRF       |
| Les 2 derniers chiffres     | 50 FRF        |
| Le dernier chiffre          | 10 FRF        |
| Aucun chiffre               | 0 FRF         |

En janvier 2002, le montant du Joker passe à 1 euro, et le gain maximum est de 200 000 euros.
| Si le joueur a dans l'ordre | Gain      |
| --------------------------- | --------- |
| Les 7 chiffres              | 200 000 € |
| Les 6 derniers chiffres     | 50 000 €  |
| Les 5 derniers chiffres     | 5 000 €   |
| Les 4 derniers chiffres     | 1 000 €   |
| Les 3 derniers chiffres     | 100 €     |
| Les 2 derniers chiffres     | 10 €      |
| Le dernier chiffre          | 2 €       |
| Aucun chiffre               | 0 €       |

Le 17 avril 2003, il devient possible de jouer 2 numéros Joker sur le même bulletin Loto.
Le 22 juillet 2004, Il est désormais possible de gagner jusqu'à 250 000 euros si on trouve les 7 chiffres dans l'ordre. Les autres gains ne sont pas modifiés  .
À noter que de 1999 à 2004, le numéro Joker était directement inscrit sur le bulletin de jeu, et qu'à partir de 2004, le numéro Joker est généré directement par le terminal de la FDJ.

### Évolution vers le Joker +
Le 26 mars 2006, la FDJ introduit une nouvelle version du Joker, le Joker +. Il contient plusieurs nouveautés : On peut désormais jouer à ce jeu sur des bulletins Euro Millions, et Super Loto (puis Oxo par la suite). Les mises de 2 euros sont également possibles. Contrairement à avant ou les tirages se faisaient seulement les mercredis et samedis, il est désormais effectué 2 fois par jour, au même rythme que le Keno, le gain maximal passe à 500 000 euros, et on peut gagner au Joker + par les 2 bouts, mais en contrepartie, les gains baissent par rapport au Joker :
Pour une mise de 1 euro :
| Si le joueur a dans l'ordre         | Gain      |
| ----------------------------------- | --------- |
| Les 7 chiffres                      | 250 000 € |
| Les 6 premiers ou derniers chiffres | 25 000 €  |
| Les 5 premiers ou derniers chiffres | 2 500 €   |
| Les 4 premiers ou derniers chiffres | 500 €     |
| Les 3 premiers ou derniers chiffres | 50 €      |
| Les 2 premiers ou derniers chiffres | 5 €       |
| Le premier ou dernier chiffre       | 1 €       |
| Aucun chiffre                       | 0 €       |

Le Joker + sur le bulletin du Keno était différent : en effet on peut jouer au Joker + avec 7 chiffres, 6 chiffres, ou 5 chiffres. Les gains étaient variables selon le nombre de chiffres qu'on jouait.
Pour une mise de 1 euro au Keno (de mars 2006 à septembre 2010) :
| Si le joueur a dans l'ordre         | Gain (n° de 7 chiffres) | Gain (n° de 6 chiffres) | Gain (n° de 5 chiffres) |
| ----------------------------------- | ----------------------- | ----------------------- | ----------------------- |
| Les 7 chiffres                      | 250 000 €               |                         |                         |
| Les 6 premiers ou derniers chiffres | 25 000 €                | 50 000 €                |                         |
| Les 5 premiers ou derniers chiffres | 2 500 €                 | 2 500 €                 | 5 000 €                 |
| Les 4 premiers ou derniers chiffres | 500 €                   | 250 €                   | 250 €                   |
| Les 3 premiers ou derniers chiffres | 50 €                    | 50 €                    | 50 €                    |
| Les 2 premiers ou derniers chiffres | 5 €                     | 10 €                    | 5 €                     |
| Le premier ou dernier chiffre       | 1 €                     | 1 €                     | 2 €                     |
| Aucun chiffre                       | 0 €                     | 0 €                     | 0 €                     |

Note : Au Keno, étant donné que c'est toujours un numéro à 7 chiffres qui est tiré au sort, pour un numéro à 6 chiffres, seuls les 6 derniers chiffres comptent (par exemple pour un tirage ou la combinaison 1 234 567 est tiré, seuls 234 567 comptent), et pour un numéro de 5 chiffres, seuls les 5 derniers chiffres comptent.
La machine utilisée pour le tirage était une Achillée de chez Ryo Catteau.
En septembre 2006, un informaticien alsacien et un avocat ont remarqué un problème : les joueurs en ligne du Joker+ (sur le site internet de la FDJ depuis juin 2006) ont été victimes d'un bug. Les combinaisons aléatoires obtenues par les joueurs n'ont jamais le chiffre 9, donc ils ont été victimes d'une chance de gagner moindre par rapport aux autres joueurs qui jouaient physiquement chez les détaillants. En février 2007, la Française des Jeux a dû rembourser la totalité des joueurs qui ont perdu, soit environ 25 000 joueurs. Les gagnants ont pu garder leur gain.
Le 12 septembre 2010, le Joker + change de nouveau : en effet, l'option + ou - 1 a été ajouté, permettant de ajouter ou enlever 1 à un chiffre, après le tirage Joker +. En contrepartie, la mise est multipliée par 2. Un nouveau bulletin spécifique Joker + a été créé, il devient pour la première fois possible de choisir ses chiffres Joker +. Et au Keno, la possibilité de choisir entre 7, 6 ou 5 chiffres a été supprimée, il est désormais uniquement possible de choisir des Joker + à 7 chiffres. En 2012, le réceptacle à boules de la machine utilisée pour le tirage a été modifiée, pour avoir un tirage plus rapide.
Vers fin 2013, le tirage du Joker + n'est plus diffusée nulle part.
Le 4 février 2014, le Joker + est supprimée du bulletin Euro Millions, pour laisser place à My Million.
En 2019, le tirage du Joker + est à nouveau diffusé, sur le site de la FDJ et sur YouTube, et pour la première fois, une émission est consacrée à Joker + ; l'émission se déroule sur un plateau similaire au Loto, au Keno et à l'Euro Millions, et la machine utilisée est toujours une Achillée, avec des boules vertes, et un réceptacle à boules encore modifié. En 2020, le tirage se fait par voie électronique comme le Keno, et n'est plus diffusé à nouveau.